# Castello di Jægerspris

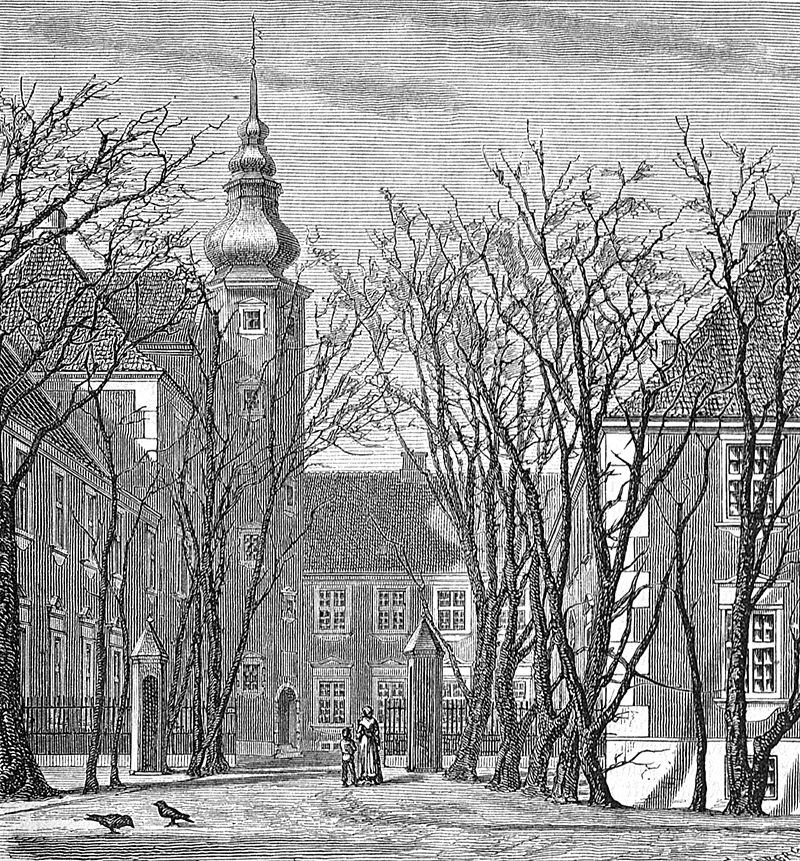
Il castello di Jægerspris in un disegno del 1872

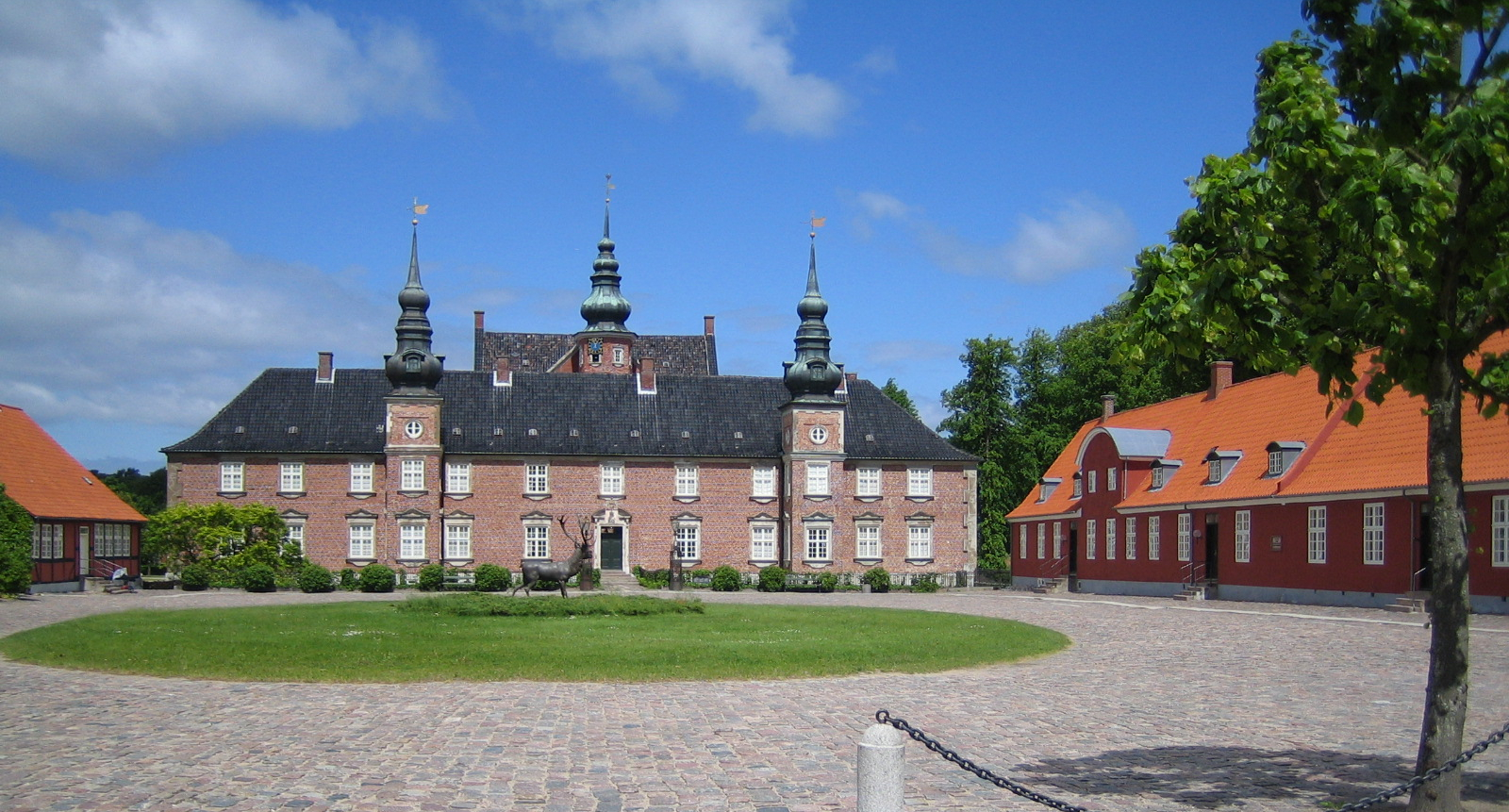
Il castello Jægerspris e il giardino circostante

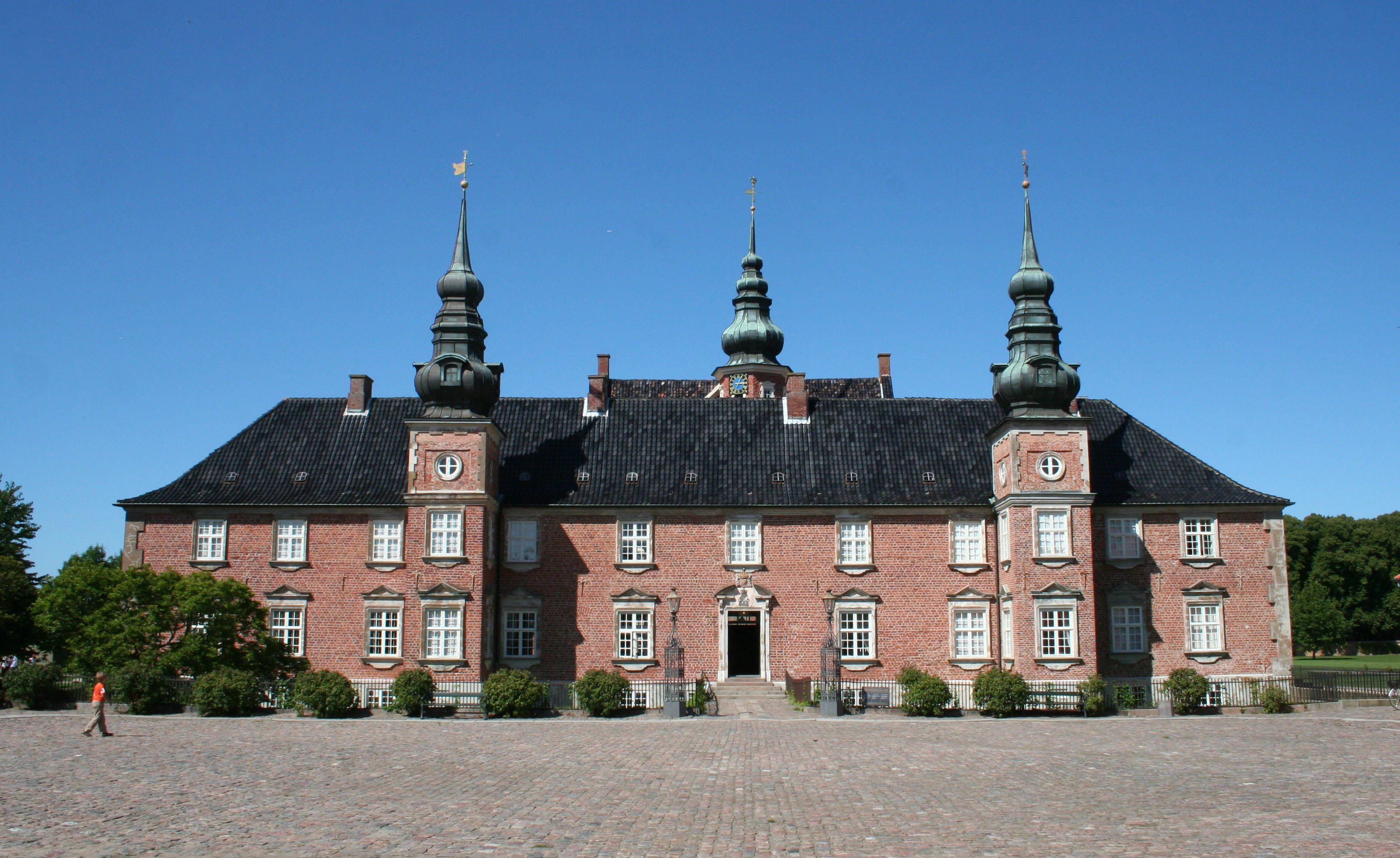
La facciata principale del castello

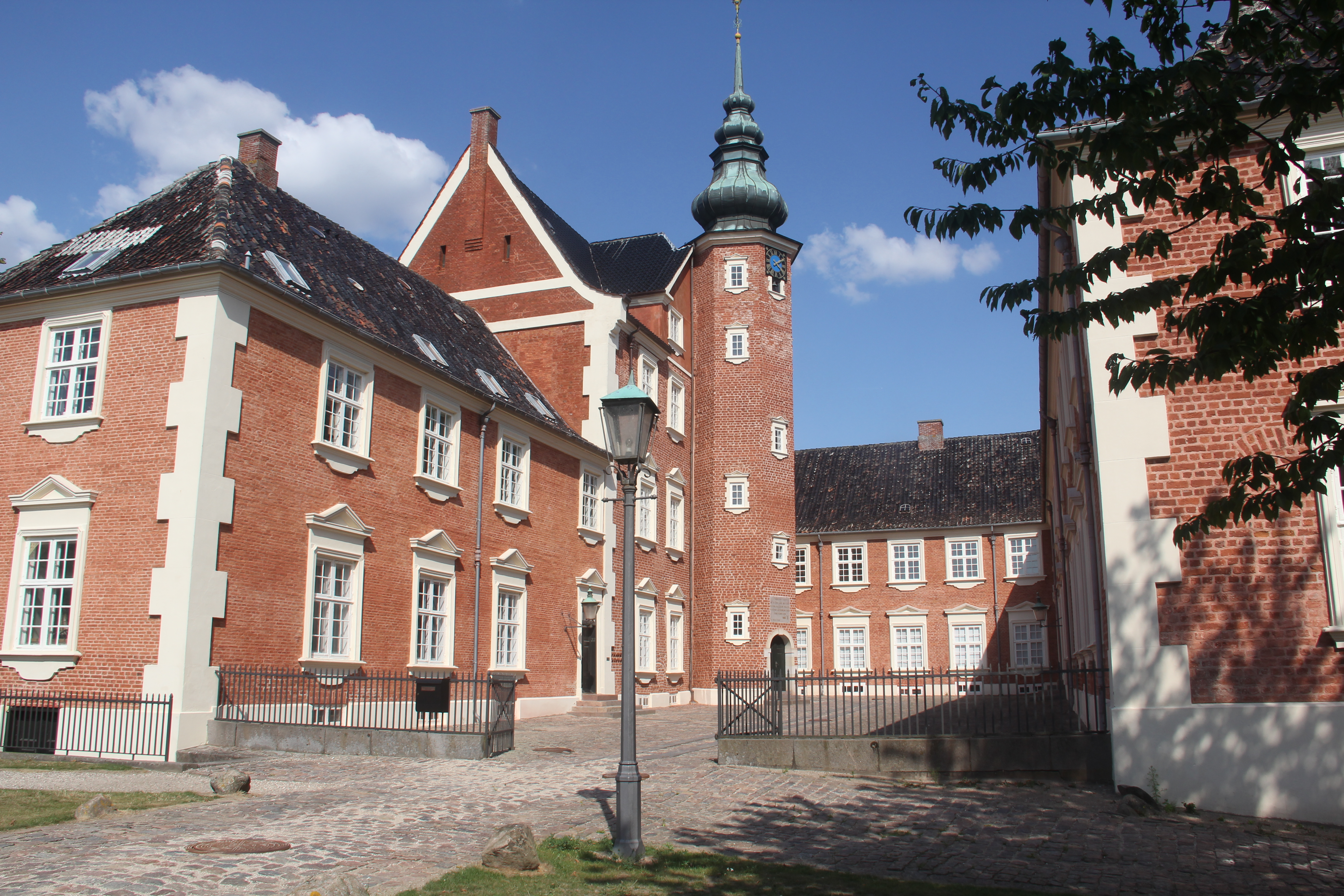
Un'ala interna del castello

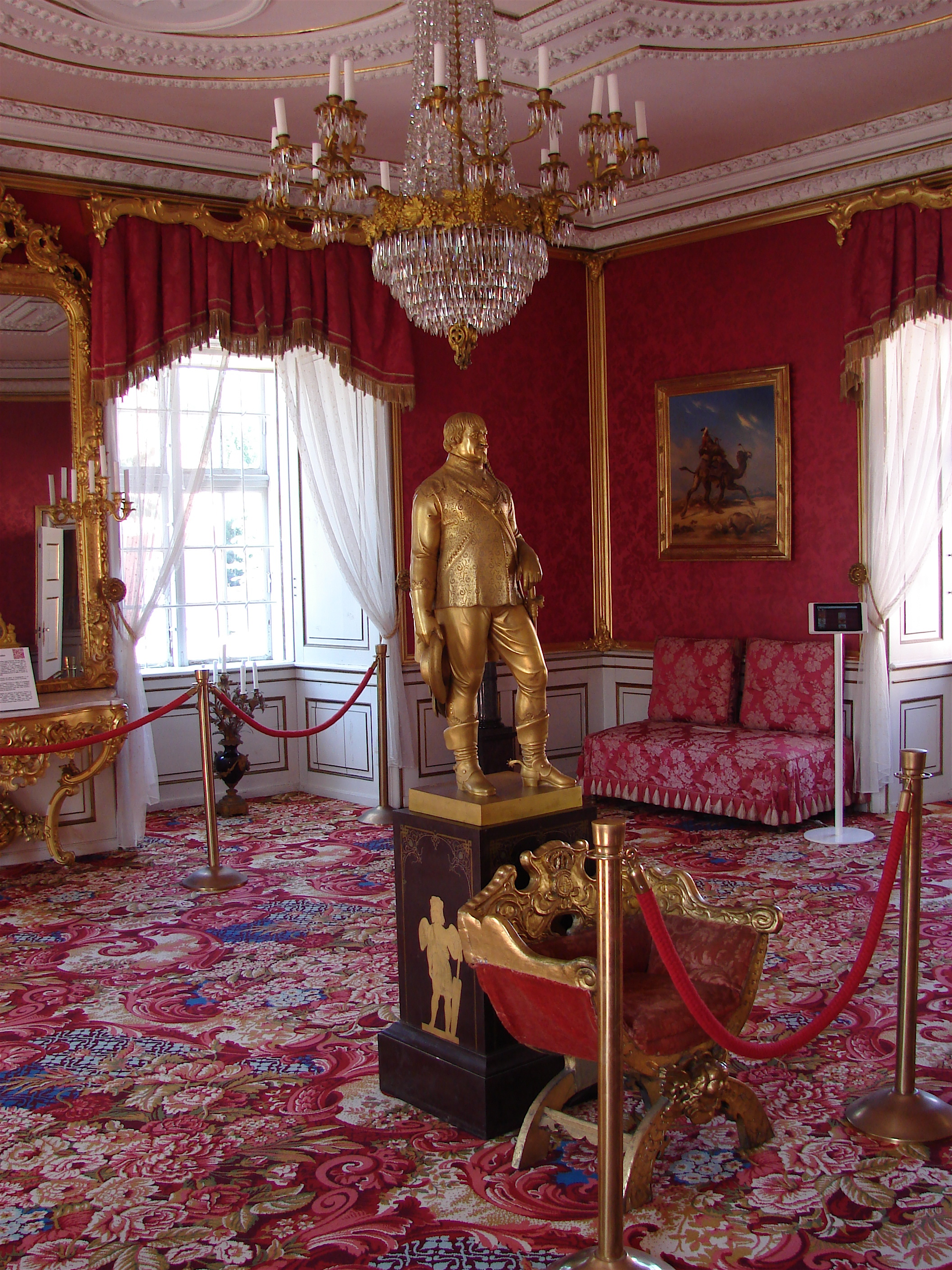
Statua dorata raffigurante Federico VII di Danimarca all'interno del castello

Il castello di Jægerspris (in danese Jægerspris Slot), noto originariamente come Abrahamstrup, è un'ex-residenza di caccia ed estiva reale della cittadina danese di Jægerspris, nella regione di Hovedstaden (Selandia nord-occidentale), realizzata in più fasi tra il XIII secolo e la metà del XVIII secolo e utilizzata per circa 600 anni dalla Corona danese. Si tratta di uno dei più antichi castelli reali del Paese.

## Storia
Il castello originario, chiamato Abrahamstrup, venne realizzato probabilmente nel corso del XIII secolo durante il regno di Valdemaro II di Danimarca. Questo castello venne citato per la prima volta in una fonte scritta nel 1318, quando si parla del battesimo in loco ad opera della regina Ingeborg del figlio di tre mesi di un certo Erik Mendved.
Nel corso del XIV secolo, il castello venne visitato dai sovrani danesi Valdemaro IV e Margherita I. A partire dal 1590, iniziò un'opera di modifica della struttura, che si protrasse nei due secoli successivi.
Nel 1673 il castello di Abrahamstrup venne acquistato da Vincents von Hahh, divenendo per la prima volta di proprietà di un privato. Quattro anni dopo, il castello cambiò il proprio nome, asseumendo la denominazione attuale di castello di Jægerspris.
Il castello tornò quindi di proprietà della Corona danese nel 1729 e, nel 1746, durante il regno di Federico V di Danimarca assunse il suo aspetto definitivo. La moglie di Federico V, Juliane Marie, risiedette nel castello anche dopo la morte del consorte, avvenuta nel 1766.
Nel 1849, con l'introduzione in Danimarca della monarchia costituzionale, il castello divenne di proprietà dello Stato. Cinque anni dopo, però, il castello di Jægerspris venne acquistato da re Federico VII di Danimarca e designato come propria residenza estiva privata per sé e per la moglie, la  contessa Danner.

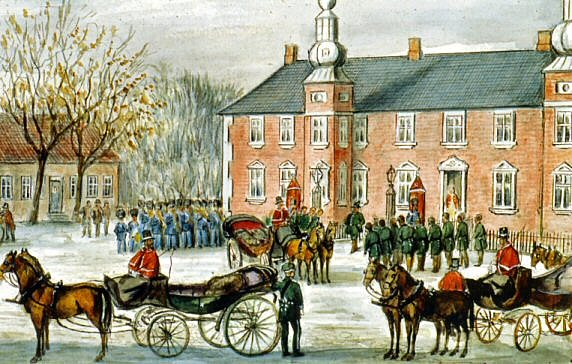
Battuta di caccia di re Federico VII di Danimarca al castello di Jægerspris in un disegno di H. P. Klæstrup

Dopo la morte di Federico, avvenuta nel 1863, la vedova fece trasformare l'edificio nel primo orfanotrofio della Danimarca, destinato a ospitare le ragazze povere del Paese. Dieci anni dopo, venne istituita una fondazione a nome di re Federico VII e il castello venne trasformato in un museo.

## Architettura
La residenza è composta da tre ali principali, la più antica delle quali è l'ala settentrionale, che incorpora le rovine dell'edificio originario del XIII secolo.
All'ingresso del castello si trova una statua raffigurante un cervo a grandezza naturale, realizzata da Adelgund Vogt.
Il castello è circondato da giardini adornati dai busti scultorei di 54 personaggi famosi nella storia della Danimarca. I giardini ospitano inoltre la più ampia collezione di rododendri dell'intera isola di Selandia.
Gli interni del castello ospitano un museo e costituiscono l'unico luogo del Paese in cui è possibile ammirare degli arredi originali della metà del XIX secolo.